# Termitotrox cupido
Termitotrox cupido (лат.) — вид термитофильных пластинчатоусых жуков из подсемейства Termitotroginae с крыловидными трихомами на спине. Мельчайший представитель всего семейства, включающего более 30 тысяч видов. Ареал: Юго-восточная Азия — Камбоджа (Preah Khan, Siem Reap). Обнаружены в грибных садах в термитниках вида Hypotermes makhamensis (Termitidae).

## Описание
Красновато-коричневые мелкие безглазые и бескрылые жуки. Длина тела около 1 мм (1,13—1,22); ширина головы 0,48—0,52; длина пронотума 0,47—0,51 (ширина — 0,54—0,59), длина надкрылий — 0,50—0,54 (ширина — 0,62—0,67 мм). Усики 9-члениковые. 3-члениковая булава усиков желтовато-коричневая. Переднеспинка красновато-коричневая и уже чем надкрылья. Бёдра и тазики расширенные, лапки короткие. Надкрылья матовые.
Вид Termitotrox cupido характеризуется крупными трихомами (железистыми придатками жёлтого цвета, выделяющими феромоны для привлечения хозяев термитника) на спинной стороне на надкрыльях, которые отсутствуют у других видов рода Termitotrox. Среди инквилинных видов подсемейства Aphodiinae (в состав которого ранее включали Termitotroginae) трихомы на поверхности тела также известны у представителей триб Corythoderini, Termitoderini, Stereomerini и Rhyparini. Энтомолог Эрих Васманн (Wasmann, 1903) обнаружил секреторные ткани у Chaetopisthes assmuthi Wasmann, 1911 (Corythoderini) под задней частью пронотума и вершинами надкрылий, где прикрепляются трихомы. Вместе с жуком в грибных садах термитника Hypotermes makhamensis (Hagen, 1858) (Termitidae, Macrotermitinae) были найдены мухи-фориды из родов Odontoxenia Schmitz, 1915, Clitelloxenia Kemner, 1932, Ridiculiphora Disney, 1997 (Diptera, Phoridae) и коротконадкрылый жук Discoxenus Wasmann, 1904 (Coleoptera, Staphylinidae). Вид Termitotrox cupido был впервые описан в 2012 году японским энтомологом Мунэтоси Маруямой (Munetoshi Maruyama; The Kyushu University Museum, Фукуока).

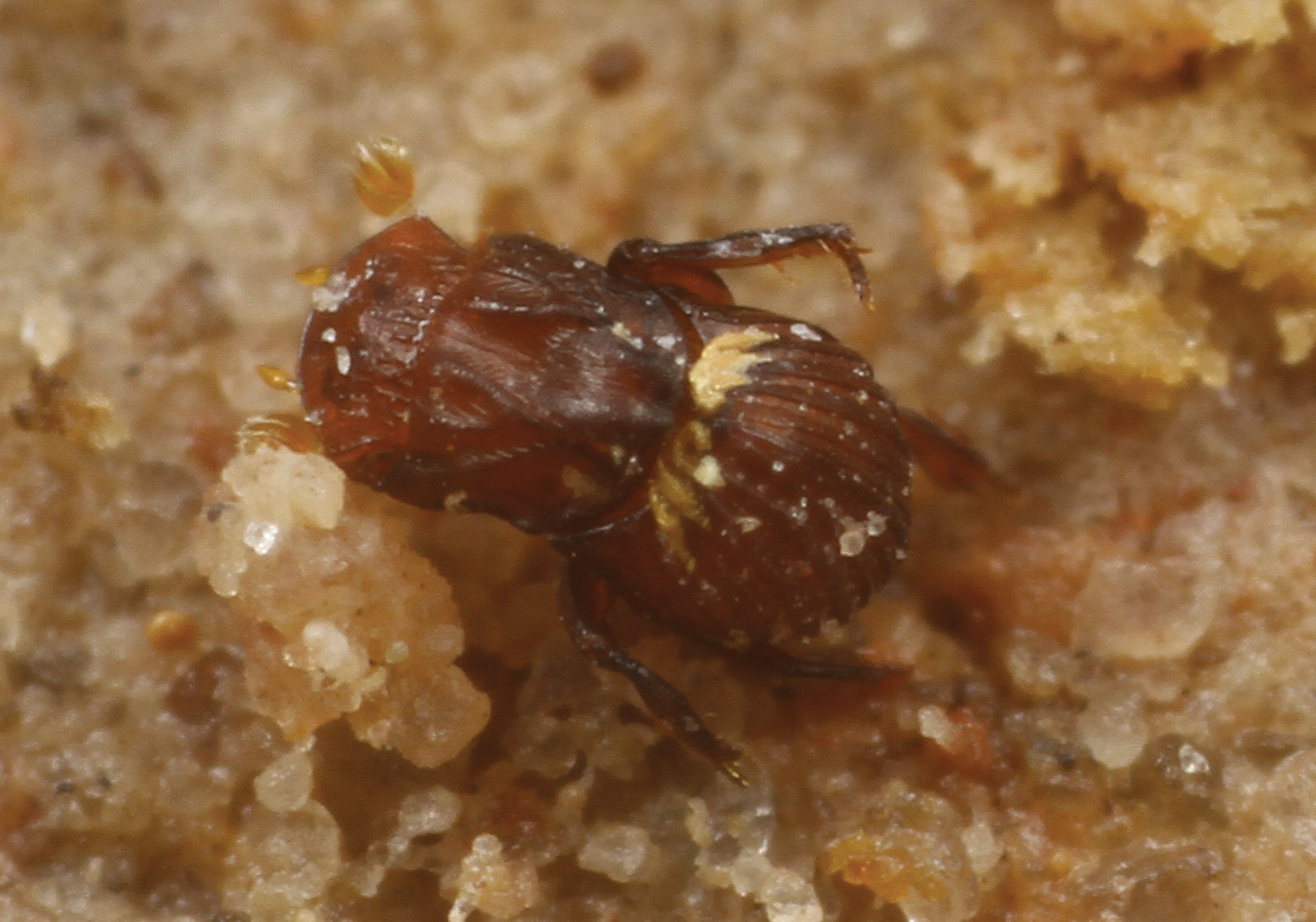
Жук в термитнике
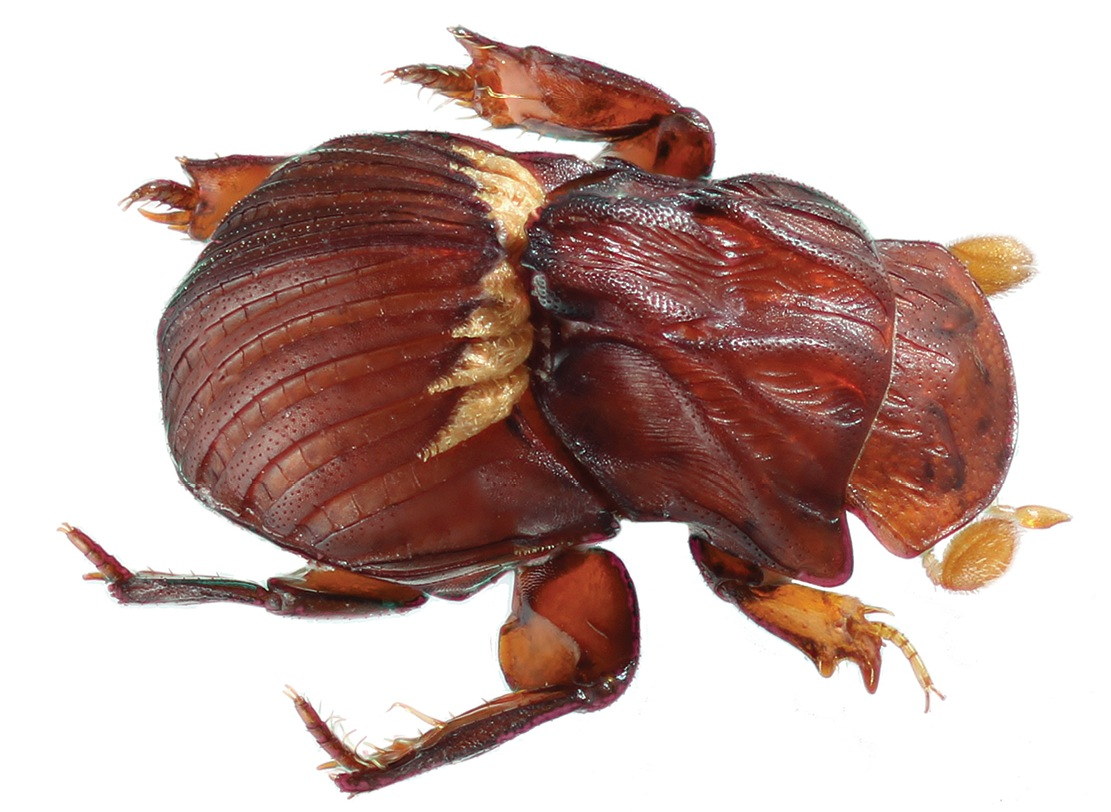
Termitotrox cupido
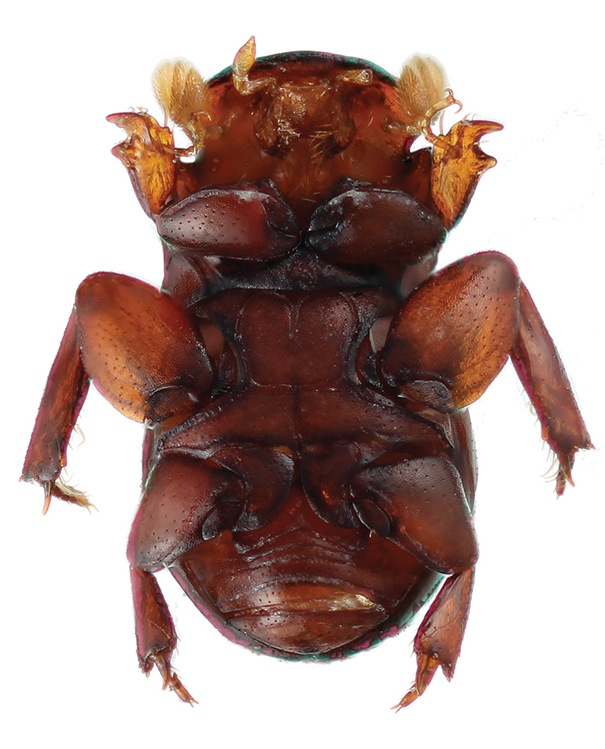
Вид снизу

## Этимология
Название виду T. cupido дано по форме крыловидных трихом, выступающих на спинке жука и напоминающих крылышки древнеримского мифологического бога любви Купидона, которого обычно изображают маленьким крылатым мальчиком.